# اندیس حکان-گچیلو
حکان-گچیلو یک اندیس فلزی است که در حوالی شهر رزن استان همدان قرار دارد و مادهٔ معدنی موجود در آن، سرب است.سنگ میزبان این اندیس آندزیتیک بازالت است و دیرینگی آن به دوران الیگومیو- میوسن می‌رسد. 